# Amanda Righetti
Amanda Righetti (St. George, 4 aprile 1983) è un'attrice e produttrice cinematografica statunitense.
È famosa per aver interpretato i ruoli di Hailey Nichol nel dramma adolescenziale The O.C., e Grace Van Pelt nella serie poliziesca The Mentalist.

## Biografia
Nasce nello Utah, la più giovane di otto figli: ha sei sorelle e un fratello. In giovane età si trasferisce con la famiglia a Las Vegas.
Inizia a fare teatro già da ragazzina, per poi spostarsi a Los Angeles per recitare. Comincia a fare la modella a 14 anni, ottenendo però il successo come attrice con la serie televisiva The O.C. nella quale interpreta Hailey Nichol, la sorella libertina e combinaguai di Kirsten (Kelly Rowan). Dal 2008 al 2015 ricopre il ruolo di Grace Van Pelt, una poliziotta del California Bureau of Investigation, nella serie The Mentalist.
Dal 2006 al 2017 è stata sposata al regista Jordan Alan; la coppia ha avuto un figlio, nato nel 2013.

## Filmografia

### Cinema
- Love and Happiness, regia di Jordan Alan (1995)
- Kiss & Tell, regia di Jordan Alan (1996)
- Angel Blade, regia di David Heavener (2002)
- Pipeline, regia di Jordan Alan (2007)
- Matter, regia di Anna Mastro – cortometraggio (2008)
- Role Models, regia di David Wain (2008)
- Venerdì 13 (Friday the 13th), regia di Marcus Nispel (2009)
- Cats Dancing on Jupiter, regia di Jordan Alan (2011)
- Chateau Meroux - Il vino della vita (The Chateau Meroux), regia di Bob Fugger (2011)
- Captain America - Il primo Vendicatore (Captain America: The First Avenger), regia di Joe Johnston (2011)
- Reagan - Un presidente sotto i riflettori (Reagan), regia di Sean McNamara (2024)

### Televisione

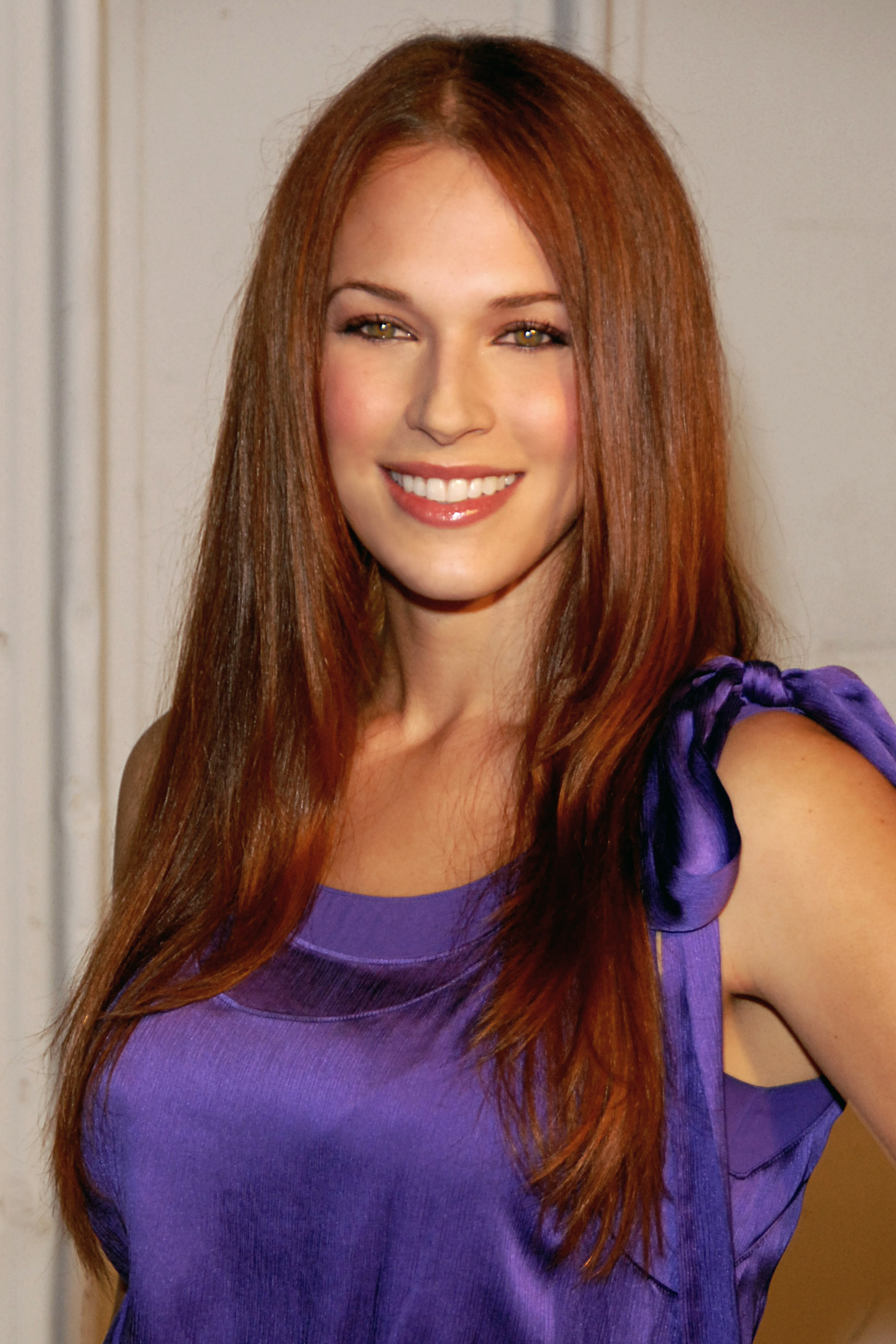
Amanda Righetti nel 2009

- CSI - Scena del crimine (CSI: Crime Scene Investigation) – serie TV, episodio 2x12 (2001)
- No Place Like Home, regia di Scott Winant – film TV (2003)
- Romy & Michelle - Quasi ricche e famose (Romy and Michele: In the Beginning), regia di Robin Schiff – film TV (2005)
- The O.C. – serie TV, 12 episodi (2003-2005)
- North Shore – serie TV, 20 episodi (2004-2005)
- Enemies – serie TV, episodio 1x01 (2006)
- Entourage – serie TV, episodio 3x01 (2006)
- Reunion – serie TV, 13 episodi (2005-2006)
- Marlowe, regia di Rob Bowman – film TV (2007)
- Il ritorno nella casa sulla collina (Return to House on Haunted Hill), regia di Víctor García – film TV (2007)
- K-Ville – serie TV, episodi 1x02-1x04-1x09 (2007)
- Omicidi di coppia (Wandering Eye), regia di François Dompierre – film TV (2011)
- Stalking - La storia di Casey (Shadow of Fear), regia di Michael Lohmann – film TV (2012)
- The Mentalist – serie TV, 127 episodi (2008-2015)
- Chicago Fire – serie TV, episodio 2x20 (2014)
- Chicago P.D. – serie TV, episodio 1x12 (2014)
- Colony – serie TV, 18 episodi (2016-2017)
- Amore sull'onda (Love at the Shore), regia di Steven R. Monroe – film TV (2017)
- L.A.'s Finest – serie TV, 3 episodi (2021)

## Doppiatrici italiane
Nelle versioni in italiano delle opere in cui ha recitato, Amanda Righetti è stata doppiata da:
- Ilaria Latini in Omicidi di coppia, The Mentalist, Chicago Fire, Chicago P.D., Colony
- Beatrice Caggiula in Stalking - La storia di Casey, Il ritorno nella casa sulla collina
- Ilaria Stagni in The Chateau Meroux - Il vino della vita
- Emanuela D'Amico in North Shore
- Francesca Guadagno in The O.C.
- Federica De Bortoli in Venerdì 13
- Perla Liberatori in Amore sull'onda
- Elena Mancuso in Reagan - Un presidente sotto i riflettori